# ロリアン
ロリアン (Lorient, L'Orient) は、フランスの北西部に位置するブルターニュ地域圏、モルビアン県の都市である。大西洋に面し、漁業が盛んとなっている。かつてはフランス海軍の基地があったことで知られ、現在でもその名残は至るところにみられる。

## 歴史
17世紀初頭、インドとの貿易拠点とされるようになる。1664年に東インド会社が設立され、ルイ14世により造船所の設立が認められるようになり、街は急激に発展した。
第二次世界大戦ではUボート・ブンカーが建設され、爆撃により最も大きな被害を受けた街の1つとなった。また、大日本帝国が実施した遣独潜水艦作戦のうち、第一次遣独艦伊号第三〇潜水艦と第四次遣独艦伊号第二九潜水艦が目的地であるロリアンに入港している。
連合軍の猛爆を受けてもUボート・ブンカーは破壊されずに残り、アメリカ陸軍がロリアンを包囲したが、ドイツ軍は降伏を拒否した。結局、街は終戦まで独軍に占領されたままだった。

## スポーツ
- FCロリアン - プロサッカークラブ

## 姉妹都市
- ゴールウェイ（アイルランド）
- ビーゴ（スペイン）
- ウィラル（イギリス）
- ヴェンツピルス（ラトビア）
- ルートヴィヒスハーフェン・アム・ライン（ドイツ）
- チェスケー・ブジェヨヴィツェ（チェコ）
- デニツリ（トルコ）

## 出身者
- エルネスト・エロー - 作家
- ヨアン・グルキュフ - サッカー選手
- ジェレミー・モレル - サッカー選手
- アルフレッド・フーシェ - 考古学者
- ヴィクター・ラズロ - 歌手
- ジャック・シャスタニエ - 陸上競技選手
- フランソワ・ド・ラロック - 軍人
- ジャン＝イヴ・ル・ドリアン - 政治家